# Игор Акинфејев
Игор Владимирович Акинфејев (рус. Игорь Владимирович Акинфеев; 8. април 1986, Видноје, Подмосковље) је руски фудбалер и бивши репрезентативац који игра на позицији голмана за ЦСКА из Москве, чији је уједно капитен.
Целу каријеру провео је у ЦСКА, са којим је освојио пет титула првака руске лиге, пет пута је освајао куп Русије, као и УЕФА куп 2005. године. Године 2004. постао је репрезентативац Русије и од тад је уписао више од 80 наступа за национални тим. Био је у тиму репрезентације на три европска првенства, као и на Светском првенству 2014. године.

## Детињство и младост
Игор Акинфејев је рођен 8. априла 1986. године у Видноју у Подмосковљу. Када је имао четири године отац га је послао у спортску школу ЦСКА. Након другог тренинга постао је голман и на тој позицији је остао до данас. Као члан јуниорског тима ЦСКА освојио је првенство Русије за јуниоре 2002. године, а исте године дипломирао је на фудбалској академији ЦСКА.

## Клупска каријера
Акинфејев се пробио у прву поставу ЦСКА 2003. године, када је имао само 17 година и од тада је први голман свог клуба. Наступио је за ЦСКА у финалу Купа УЕФА 2005. године у мечу против Спортинга из Лисабона који је његов тим добио резултатом 3-1. Године 2006. освојио је Звезда трофеј који се додељује најбољем фудбалеру из бившег Совјетског Савеза.
У својој другој сезони у Лиги шампиона (сезона 2006/07.), био је несавладан 362 минута, све док није примио гол у петој недељи такмичења против Порта. ЦСКА је након групног дела такмичења био трећи, па је даље такмичење наставио у УЕФА купу.
У другом делу сезоне 2009. године, постављено је питање зашто Акинфејев прима толико голова кроз ноге. Неки од фудбалера који су га савладали на тај начин су Аргентинац Лисандро Лопез, фудбалер Локомотиве Сичов, Графите из Волфсбурга и Велинтон из Московског Спартака. Бивши голман Совјетског Савеза Анзор Кавазашвили тврдио је да се то дешава, зато што Акинфејев истрчава ка играчу у пуној брзини, због чега нема довољно времена да боље реагује. Акинфејев је овај проблем решио исправивши своје постављање на голу што је за резултат имало мање примљених голова кроз ноге, као и одабиром одговарајућих крампона за своје копачке, чиме је смањио проклизавање приликом истрчавања.

## Репрезентација
Акинфејев је дебитовао за национални тим своје земље са 18 година и 20 дана, 28. априла 2004. године у пријатељском мечу против Норвешке, који је Русија изгубила резултатом 2-3. Тако је постао трећи најмлађи фудбалер у историји Русије који је наступио за репрезентацију. Млађи од њега били су само Едуард Стрељцов и Сергеј Родионов. Касније је изабран у тим репрезентације за Европско првенство 2004. године, као трећи голман иза Сергеја Овчинкова и Вјачеслава Малафејева.
Званични такмичарски деби имао је 30. марта 2005. године у квалификацијама за Светско првенство 2006. против Естоније, а након тога постао је први избор репрезентације, пошто се Малафејев теже повредио. Акинфејев је задржао место у стартној постави репрезентације под вођством Сјомина и касније под вођством Хидинка. Дана 6. маја 2007. године у ремију свог тима резултатом 1-1 против Ростова, доживео је повреду колена због које је морао да паузира 4 месеца. Због тога је изгубио место првог голмана од Вјачеслава Малафејева, а касније Владимира Габулова. Вратио се у репрезентацију почетком новембра, али је био неспреман за меч квалификација за Европско првенство 2008. против Израела. Акинфејев је касније повратио место првог голмана и наступио са репрезентацијом на Европском првенству 2008. и дошао до полуфинала.
Дана 25. маја 2012. године изабран је у тим који ће наступити на Европском првенству 2012. године, међутим све утакмице на првенству је бранио Малафејев, а Русија је елиминисана у групној фази такмичења. Дана 2. јуна 2014. изабран је у тим за Светско првенство 2014.
У првом мечу групне фазе Светског првенства 2014. године против Јужне Кореје након шута који је упутио Ли Кеун-Хо Акинфејев је испутио лопту која је након тога завршила у голу, чиме су Корејанци повели са 1-0. Русија је на крају успела да изједначи и меч је завршен резултатом 1-1. Последњи меч групне фазе Русија је одиграла против Алжира. Меч је завршен резултатом 1-1, Русија је елиминисана, док је Алжир прошао у даљу фазу такмичења. Победа је Русију водила у даљи ток такмичења, а повели су у шестом минуту утакмице. У 60. минуту утакмице приликом слободног ударца за Алжир, зелени ласер уперен је Акинфејеву у очи, а Ислам Слимани постигао је изједначујући погодак. И Акинфејев и тренер Русије Фабио Капело кривили су ласер за примљени гол. Игор је био јунак меча против Шведске 2015. године, захваљујући коме се Русија нашла на Европском првенству 2016. године.
1. октобра 2018. је објавио да завршава репрезентативну каријеру.

### Црна Гора — Русија
Дана 27. марта 2015. године у мечу квалификација за Европско првенство 2016. у Црној гори, Акинфејева је погодила бакља коју су бацили навијачи, само двадесет секунди од почетка меча. Утакмица је прекинута на 35 минута док му је указана помоћ, а уместо њега на терен је ушао Јури Лодигин. Меч је на крају прекинут због туче, а Акинфејев је са повредама врата и мањим опекотинама пребачен у болницу у Подгорици.

## Статистика каријере

### Клупска
Ажурирано 23. новембра 2018.
| Клуб              | Сезона            | Лига                 | Лига     | Лига   | Куп      | Куп    | Конт.1   | Конт.1 | Остало2  | Остало2 | Укупно   | Укупно |
| Клуб              | Сезона            | Дивизија             | Утакмице | Голови | Утакмице | Голови | Утакмице | Голови | Утакмице | Голови  | Утакмице | Голови |
| ----------------- | ----------------- | -------------------- | -------- | ------ | -------- | ------ | -------- | ------ | -------- | ------- | -------- | ------ |
| ЦСКА Москва       | 2003.             | Премијер лига Русије | 13       | 0      | 2        | 0      | 1        | 0      | 2        | 0       | 18       | 0      |
| ЦСКА Москва       | 2004.             | Премијер лига Русије | 26       | 0      | 1        | 0      | 10       | 0      | 1        | 0       | 38       | 0      |
| ЦСКА Москва       | 2005.             | Премијер лига Русије | 29       | 0      | 7        | 0      | 15       | 0      | 1        | 0       | 52       | 0      |
| ЦСКА Москва       | 2006.             | Премијер лига Русије | 28       | 0      | 7        | 0      | 8        | 0      | 0        | 0       | 44       | 0      |
| ЦСКА Москва       | 2007.             | Премијер лига Русије | 10       | 0      | 2        | 0      | 5        | 0      | 1        | 0       | 18       | 0      |
| ЦСКА Москва       | 2008.             | Премијер лига Русије | 30       | 0      | 2        | 0      | 6        | 0      | 0        | 0       | 38       | 0      |
| ЦСКА Москва       | 2009.             | Премијер лига Русије | 30       | 0      | 4        | 0      | 10       | 0      | 1        | 0       | 45       | 0      |
| ЦСКА Москва       | 2010.             | Премијер лига Русије | 28       | 0      | 1        | 0      | 11       | 0      | 1        | 0       | 41       | 0      |
| ЦСКА Москва       | 2011/12.          | Премијер лига Русије | 28       | 0      | 4        | 0      | 4        | 0      | 1        | 0       | 37       | 0      |
| ЦСКА Москва       | 2012/13.          | Премијер лига Русије | 29       | 0      | 2        | 0      | 2        | 0      | 0        | 0       | 33       | 0      |
| ЦСКА Москва       | 2013/14.          | Премијер лига Русије | 29       | 0      | 3        | 0      | 6        | 0      | 1        | 0       | 39       | 0      |
| ЦСКА Москва       | 2014/15.          | Премијер лига Русије | 30       | 0      | 2        | 0      | 6        | 0      | 1        | 0       | 39       | 0      |
| ЦСКА Москва       | 2015/16.          | Премијер лига Русије | 30       | 0      | 3        | 0      | 10       | 0      | 1        | 0       | 44       | 0      |
| ЦСКА Москва       | 2016/17.          | Премијер лига Русије | 29       | 0      | 0        | 0      | 6        | 0      | 1        | 0       | 35       | 0      |
| ЦСКА Москва       | 2017/18.          | Премијер лига Русије | 28       | 0      | 0        | 0      | 16       | 0      | 0        | 0       | 44       | 0      |
| ЦСКА Москва       | 2018/19.          | Премијер лига Русије | 15       | 0      | 0        | 0      | 3        | 0      | 1        | 0       | 19       | 0      |
| ЦСКА Москва       | Укупно            | Укупно               | 412      | 0      | 40       | 0      | 118      | 0      | 13       | 0       | 584      | 0      |
| Укупно у каријери | Укупно у каријери | Укупно у каријери    | 412      | 0      | 40       | 0      | 118      | 0      | 13       | 0       | 584      | 0      |

1Наступи у Лиги Европе and Лиги шампиона.
2Наступи у Суперкупу Русије, Купу Премијер лиге Русије и УЕФА суперкупу.

### Репрезентативна
Ажурирано 7. јула 2018.
| Русија | Русија   | Русија |
| Година | Утакмице | Голови |
| ------ | -------- | ------ |
| 2004   | 1        | 0      |
| 2005   | 7        | 0      |
| 2006   | 7        | 0      |
| 2007   | 2        | 0      |
| 2008   | 11       | 0      |
| 2009   | 10       | 0      |
| 2010   | 7        | 0      |
| 2011   | 4        | 0      |
| 2012   | 7        | 0      |
| 2013   | 8        | 0      |
| 2014   | 12       | 0      |
| 2015   | 8        | 0      |
| 2016   | 10       | 0      |
| 2017   | 9        | 0      |
| 2018   | 8        | 0      |
| Укупно | 111      | 0      |

## Успеси

### Клупски
ЦСКА Москва
- Премијер лига Русије (5): 2003, 2005, 2006, 2012/13, 2013/14
- Куп Русије (6): 2004/05, 2005/06, 2007/08, 2008/09, 2010/11, 2012/13
- Супер куп Русије (6): 2004, 2006, 2007, 2009, 2013, 2014
- Уефа куп: 2004/05.

### Индивидуалне награде
- Најбољи фудбалер руске Премијер лиге: 2012/13
- Најбољи фудбалер балтичких земаља у избору Спорт Експреса: 2006
- Најбољи млади фудбалер руске Премијер лиге: 2005
- Листа од 33 најбољих фудбалера руског првенства: 1. тим (2005, 2006, 2008, 2009, 2010, 2012/13, 2013/14); 2. тим (2011/2012); 3. тим(2004).
- Најбољи голман у избору фудбалског савеза Русије: 2008, 2009, 2010
- Најбољи млади голман Европе: 2008
- Члан Лев Јашин клуба
- Награда ФК ЦСКА "Златна потковица": једна златна потковица (2010) и четири сребрне потковице (2005, 2006, 2008, 2009)
- Ред пријатељства: 2006
- Награда Лев Јашин "Голман године": 2004, 2005, 2006, 2008, 2009, 2010

## Занимљивости
- У 2006. години играо је у свим утакмицама фудбалске репрезентације Русије, без замене.
- Ускоро ће се на тржишту појавити књига Игора Акинфејева „100 пенала читалаца“, у којем фудбалер, одговора на питања навијача и говори о свом детињству, родбини, погледу на свет, као и најзанимљивијим тренуцима спортске каријере.